# Troisième bataille de Gaza
Pour les articles homonymes, voir Siège ou bataille de Gaza.
La bande de Gaza, alors partie de l'empire ottoman, fit l'objet de plusieurs batailles lors de la Première Guerre mondiale lorsque l'Egyptian Expeditionary Force des forces armées britanniques lancèrent des offensives afin d'en chasser l'armée turque.

## Campagne précédant la bataille
La campagne débute au printemps 1916. Suivant l’avancée des troupes britanniques, les soldats du génie construisent un chemin de fer (appelé chemin de fer militaire du Sinaï puis intégré aux chemins de fer de Palestine) partant de la gare d’El Qantara Est vers El-Arich. La gare de Rafah est construite en mars 1917.

## 31 octobre 1917

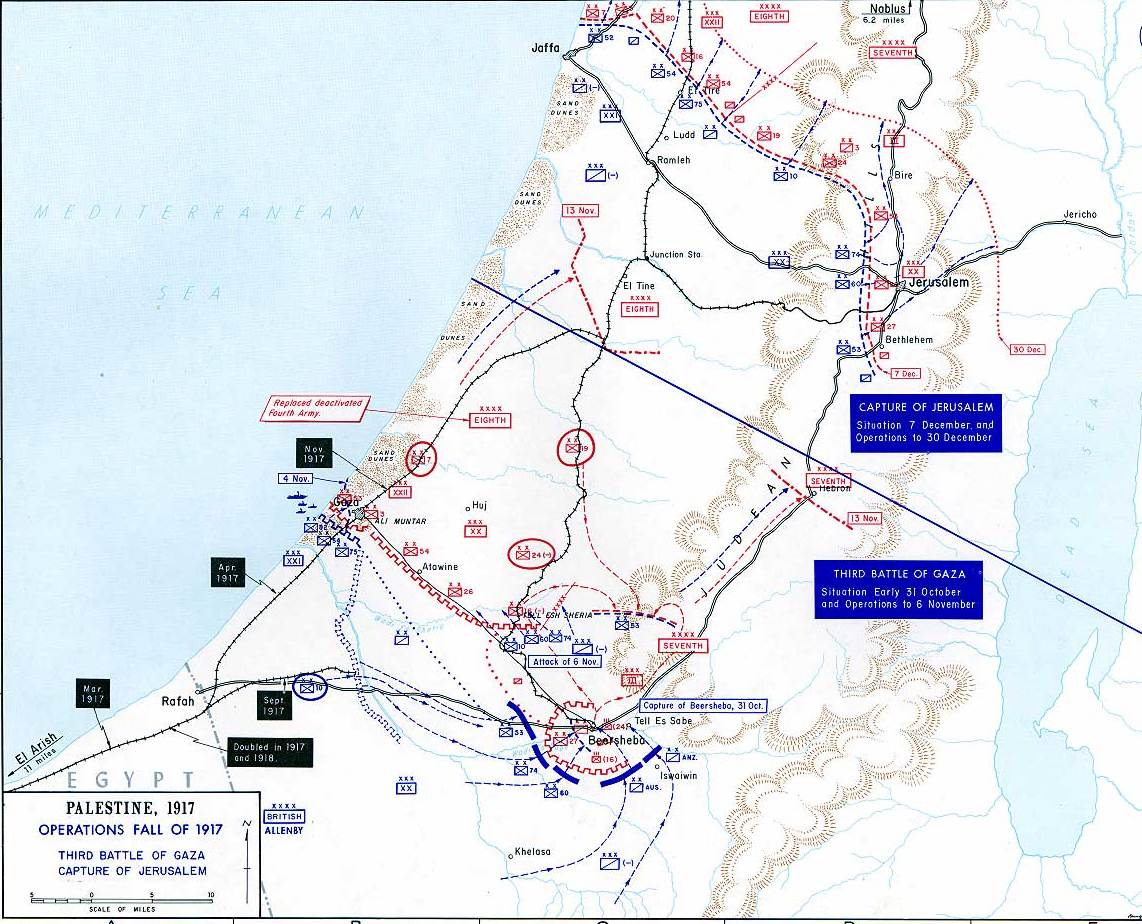
Troisième bataille de Gaza et avance britannique vers Jérusalem

Les forces britannique, française et celles du Commonwealth sous les ordres du général sir Edmund Allenby, soit quelque 88 000 hommes répartis en sept divisions d'infanterie et dans les troupes montées du désert, à cheval et à chameaux, lancent la troisième bataille de Gaza.
Allenby a élaboré un nouveau plan pour percer la ligne turque entre Gaza et Beersheba. Plutôt que de lancer des attaques frontales contre les Turcs protégés par de solides tranchées autour de Gaza sur la côte, il choisit d'utiliser trois de ses divisions pour feindre d'attaquer la ville côtière, tandis que la masse de ses forces se dirigera vers l'arrière pays, sur Beersheba, afin de s'emparer de ses ressources d'eau stratégiques et de prendre les Turcs par le flanc gauche. Sans cette eau, les troupes montées d'Allenby ne pourront aller très loin par cette chaleur.
Face à Allenby sont engagés 35 000 Turcs, principalement la 8e armée et des éléments de la 7e armée sous les ordres du général allemand Kress von Kressenstein, qui dispose également d'un petit nombre de mitrailleuses, de pièces d'artillerie et de détachements techniques sous ses ordres. Cependant, sa position est affaiblie par ses longues lignes de ravitaillement.
L'opération est précédée par une habile manœuvre d'intoxication : un officier britannique, envoyé en reconnaissance vers les lignes turques, prend la fuite en abandonnant un sac à dos contenant, avec des sandwiches et divers effets personnels, les plans de la future offensive d'une force combinée franco-britannique débarquant au nord de Gaza tandis que la force principale de l'EEF attaquerait le long de la côte. Ce faux plan incite Kress von Kressenstein à déplacer une partie de ses forces vers la partie ouest du secteur, notamment la 19e division turque qui s'était distinguée à Gallipoli, et à ne laisser devant Beersheba, au sud de Jérusalem, que la 27e division (partie du IIIe corps) de recrutement principalement arabe.
L'offensive sur Beersheba, qui donnera également son nom à la bataille, dure toute la journée. Les Britanniques ont une supériorité numérique écrasante avec les 4 divisions d'infanterie du XXe corps plus les deux divisions à cheval du Desert Mounted Corps contre l'équivalent d'une brigade turque de 4 400 hommes avec 60 mitrailleuses et 28 pièces d'artillerie. Au crépuscule, une brigade de cavalerie australienne charge sur les défenses et les mitrailleuses turques et réussit à s'emparer de Beersheba et de ses précieux puits d'eau.
Kress von Kressenstein, dans son rapport, rejette la responsabilité de la défaite sur le colonel Ismet Bey (futur Ismet Inönü), chef du IIIe corps ottoman ; ce dernier fait valoir qu'il a vainement réclamé des renforts à Kress von Kressenstein et qu'en préservant sa 3e division de cavalerie, il a pu empêcher l'encerclement complet de ses troupes. Aucun rapport allemand ou ottoman ne mentionne de défection de soldats arabes et il est à noter que deux régiments arabes, totalisant à peine 1 400 hommes, ont tenu toute la journée du 31 octobre contre l'assaut de deux divisions britanniques. 
La 7e armée ottomane doit se replier vers les monts de Judée et aménager une nouvelle ligne de défense qui sera celle de la bataille de Jérusalem en décembre 1917.

Images de la bataille de Gaza
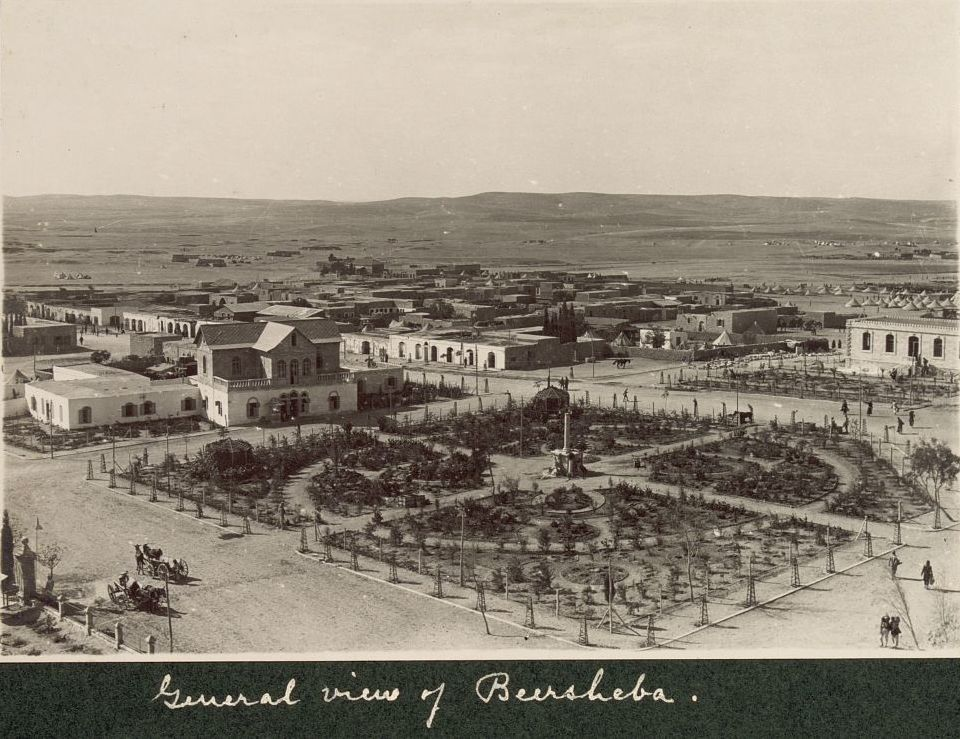
La ville nouvelle de Bir es-Seba (Beersheba) en 1917.
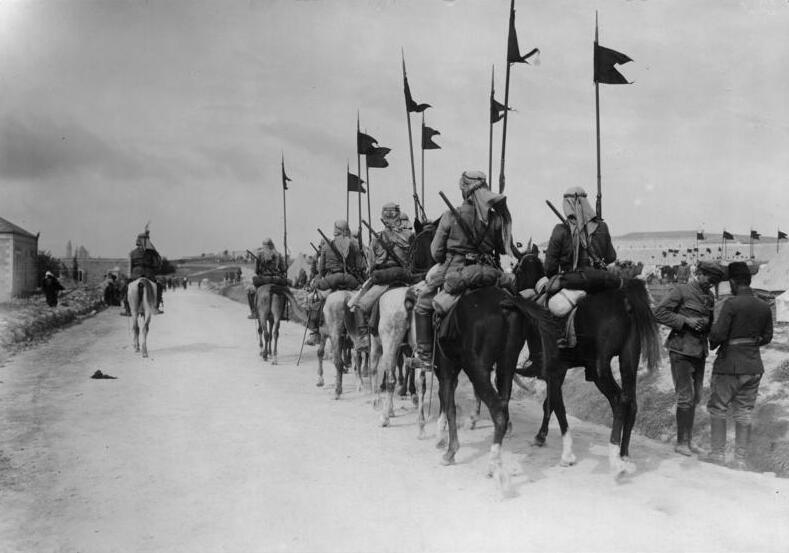
Cavaliers ottomans au sud de Jérusalem, avril 1917.
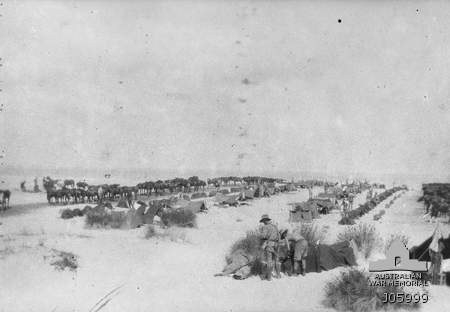
4e régiment monté australien à Khan Younès, août 1917.